# سووئل
سِووئِل (به اسپانیایی: Sewell) یک منطقهٔ مسکونی در شیلی است که در فهرست میراث جهانی یونسکو در آمریکا واقع شده‌است.